# سينارة جليدية
سينارة جليدية (الاسم العلمي: Cinara glacialis) هي نوع من الحشرات تتبع جنس السينارة من فصيلة المنية.